# 大腹盘肠蚤
大腹盘肠蚤（学名：Chydorus ventricosus）为盘肠蚤科盘肠蚤属的动物。分布于斯里兰卡、马来群岛、巴拉圭、非洲以及中国大陆的广东、福建、云南等地，主要生活于湖泊、水库和池塘等水草丛中。